# Lynyrd Skynyrd
Lynyrd Skynyrd (транскр.  Ленерд скинерд) америчка је рок група из Џексонвила, Флорида, формирана 1964. година. Бенд је познат по извођењу јужњачког рока током 1970-их. Најпознатији су по песмама Sweet Home Alabama, Simple Man и Free Bird.
Чланови групе су се доста пута смењивали, а један од главних разлога за то је била авионска несрећа у којој је погинуло три члана.

## Авионска несрећа 1977. године
Три дана након изласка петог албума, Street Survivors, 20. oктобра 1977. године, враћајући се с концерта из Гринвила, Јужна Каролина, авион са члановима састава руши се због проблема с горивом у мочварама Гилсбурга, Мисисипи. То је било службени извештај полиције, иако се нагађало и о саботажи, што никад није доказано. У несрећи животе губе чланови састава певач Рони Ван Зант (1948—1977), гитариста Стив Гејнс (1949—1977), пратећи вокал и рођена сестра Стива, Кејси Гејнс (1948—1977), менаџер бенда, те пилот и копилот. Са тежим повредама чудом преживљавају Ален Колинс, Леон Вилкесон, Гери Росингтон и Артимус Пyле. 

## Дискографија
- (Pronounced 'Lĕh-'nérd 'Skin-'nérd)
- Second Helping
- Nuthin' Fancy
- Gimme Back My Bullets
- Street Survivors
- Lynyrd Skynyrd 1991
- The Last Rebel
- Endangered Species
- Twenty
- Edge of Forever
- Christmas Time Again
- Vicious Cycle
- God & Guns
- Last of a Dyin' Breed